# Sofias spårväg
Spårvagnstrafiken i Sofia är det huvudsakliga sättet att färdas kollektivt i Sofia, Bulgariens huvudstad. Verksamheten inleddes den 1 januari 1901. År 2006 hade spårvagnsnätet cirka 308 kilometer av smal- och normalspårig enkelspårig spårväg. Den största delen av spårvägen är smalspårig (1 009 mm) medan normalspår (1 435 mm) används på linje 20, 22 och 23 som motsvarar cirka 40 kilometer av spårvägsnätets totala längd.
Förutom spårväg, finns det också tunnelbana i Sofia.

## Historia
Den 1 december 1898 beviljade huvudstadens kommun bygget av spårvagnslinjerna till franska och belgiska företag. Konstruktionen tog lite längre än ett år och den första spårvagnslinjen invigdes den 1 januari 1901. Från starten fanns det 25 motoriserade vagnar och 10 släpvagnar som täckte sex linjer med en total längd på 23 kilometer med en spårvidd på 1000 mm.
Under perioden mellan 1901 och 1931 köptes ett stort antal motoriserade vagnar och släpvagnar från olika europeiska tillverkare. År 1931 började Bulgarien bygga sina egna vagnar under tillsyn av ingenjören Teodosiy Kardalev. Dessa vagnar var kända som Kardalevs vagnar. År 1936 producerades de första bulgariska motoriserade vagnarna under varumärket DTO (Дирекция на трамваите и осветлението - Direktsia na tramvaite i osvetlenieto: Avdelningen för spårvagnar och lampor, ägd av Sofias kommun). Till en början användes gamla underreden för produktionen.
År 1934 byggdes den första stora spårvagnsdepån i distriktet Krasno selo. År 1951 konstruerades en fabrik för att tillverka nyare modeller av spårvagnarna. Denna tillverkare (känd som Трамваен завод - Tramvaen zavod: Spårvagnsfabrik) namngavs "Трамкар" (Tramkar: Spårvagn) år 1990 och var det registrerade företaget Tramkar till år 2008. Från 1959 producerade de 155 motorer av modellerna DTO och Republika, vilka var de första helt bulgariskt tillverkade spårvagnarna. Den sista spårvagnen, T8M-900 levererades 1991 och används fortfarande. Sedan dess har fabriken använts för att reparera och renovera gamla spårvagnar.
Sofias första spårvagnslinje med normalspår öppnades 1987. Innan dess användes meterspår på alla linjer, men dessa var konstruerade till en bredd på 1,009 mm. Åtta år senare, år 1995, färdigställdes den andra linjen med normalspår. Inga andra spårvagnslinjer har byggts sedan dess, eftersom Sofia har fokuserat på konstruktionen av sitt tunnelbanesystem.